# Donjons et Dragons : La Puissance suprême
Pour les articles homonymes, voir Donjons et Dragons.
Série
Donjons et Dragons
(2000) Donjons et Dragons 3 : Le Livre des ténèbres
(2012)
Pour plus de détails, voir Fiche technique et Distribution.
Donjons et Dragons : La Puissance suprême (Dungeons and Dragons: Wrath of the Dragon God) est un film américano-germano-britanico-lituanien réalisé par Gerry Lively, sorti en 2005.

## Synopsis
Damodar, le serviteur du mage maléfique Profion, part à la recherche du globe de Falasur, le grand dragon noir aux pouvoirs élémentaires. Il compte libérer le dragon qui gît sous une montagne et qui a commencé son réveil. Un groupe de courageux héros est envoyé par l'empereur d'Yshmir pour contrer cette menace.

## Fiche technique
- Titre original : Dungeons and Dragons: Wrath of the Dragon God
- Titre français : Donjons et Dragons : La Puissance suprême
- Réalisation : Gerry Lively
- Scénario : Robert Kimmel, Gerry Lively et Brian Rudnick
- Musique : David Julyan et Dana Niu
- Direction artistique : Augis Kepezinskas
- Décors : Rob Harris
- Costumes : Daiva Petrulyte
- Photographie : Igor Meglic
- Son : Gareth Bull, Richard Straker
- Montage : Rodney Holland
- Production : Steve Clark-Hall, Wolfgang Esenwein et Ramunas Skikas

Production exécutive : Donatas Zvalionis
Coproduction : Adam Kuhn et Christian von Tippelskirch
Production déléguée : Courtney Solomon, David Korda, Steve Richards, Dieter Stempnierwsky et Allan Zeman
Production associée : Alexandra Bouillon
Consultant production : Cindi Rice et John Frank Rosenblum
- Sociétés de production[1] :
  - Allemagne : Studio Hamburg WorldWide Pictures
  - Royaume-Uni : Skyline Films
  - États-Unis : Sweetpea Entertainment[2] et Zinc Entertainment Inc.
  - Lituanie : Lithuanian Film Studio
- Sociétés de distribution[1] : 
  -  : First Look International (Tous médias)
  - Allemagne : Universum Film (UFA) (DVD)
  - États-Unis : Warner Home Video (DVD)
  - Royaume-Uni : Optimum Home Entertainment (DVD / Blu-Ray)
  - France : Carrere Group D.A. (sortie en salle)
- Budget : 15 millions de $[3]
- Pays d'origine :  États-Unis,  Allemagne,  Royaume-Uni et  Lituanie
- Langue originale : anglais
- Format[4] : couleur - 1,78:1 (Widescreen) - HDTV - son Dolby Digital
- Genre : Aventure, Action, Fantastique, Fantasy
- Durée : 105 minutes
- Dates de sortie[5] :
  - États-Unis : 8 octobre 2005 (sortie directement à la télévision)
  - France : 1er février 2006 (sortie en salle)
  - Allemagne : 1er février 2006 (sortie directement en DVD)
- Classification[6] :
  -  Allemagne : Interdit aux moins de 12 ans (FSK 12).
  -  Royaume-Uni : Interdit aux moins de 12 ans (12 - Suitable for 12 years and over)[7].
  -  États-Unis : Non classé
  -  France : Tous publics (visa d'exploitation no 114347 délivré le 12 janvier 2006)[8].

## Distribution
- Mark Dymond : Berek
- Clemency Burton-Hill : Melora
- Bruce Payne : Damodar
- Ellie Chidzey : Lux
- Steven Elder : Dorian
- Lucy Gaskell : Ormaline
- Roy Marsden : Oberon
- Tim Stern : Nim

## Production

### Tournage
Le tournage a débuté le 26 juillet 2004 et s'est déroulé à Trakai et Vilnius, en Lituanie.

## Accueil

### Sortie
Tourné directement pour la télévision, le film ne fut jamais projeté en salle dans son pays d'origine.

### Accueil critique
En France, le site Allociné propose une note moyenne de 1,2⁄5 à partir de l'interprétation de critiques provenant de 17 titres de presse.

## Analyse
À l'inverse de l'opus précédent, ce film intègre de nombreux éléments directement issus de l'univers du jeu. En particulier, on voit les personnages du groupe agir de concert en utilisant au mieux leurs capacités propres, comme recommandé dans les règles.
Selon les capacités développées par les personnages dans le film et l'entretien avec Gary Gygax figurant dans le DVD, on peut déduire que les personnages du groupe ont les caractéristiques de jeu suivantes:
| Nom      | Alignement    | Peuple  | Classe                          | Niveau |
| -------- | ------------- | ------- | ------------------------------- | ------ |
| Berek    | loyal bon     | humain  | guerrier                        | 7      |
| Lux      | chaotique bon | humaine | barbare                         | 7      |
| Nim      | chaotique bon | humain  | roublard                        | 7      |
| Dorian   | neutre        | humain  | prêtre d'Obad-Hai               | 7      |
| Ormaline | neutre        | elfe    | magicienne                      | 9      |
| Melora   | neutre bon    | humaine | prêtresse d'Obad-Hai/magicienne | 1/4    |

Les personnages utilisent des objets magiques issus du Guide du maître : gemme de vision, flasque de venin acide de ver pourpre, anneau du bélier, épée vorpale, bâton de foudre, masse d'arme de tonnerre, … Et ils rencontrent des monstres issus des Manuels des monstres : dragon blanc, mantes obscures, spectres, magmatique, homme-lézard, ainsi qu'une liche ; on voit également un drow pendu dans le repère de Damodar, et le démon Jubilex est mentionné (bien qu'il n'apparaisse pas).